# 肥川彩愛
肥川 彩愛（ひかわ あやめ、1994年〈平成6年〉11月8日 - ）は、日本の元グラビアアイドル、元女優。女性アイドルグループNMB48の元メンバーである。兵庫県神戸市出身。株式会社イリア・モデルエージェンシーに所属していた。

## 略歴
2010年9月20日、『NMB48オープニングメンバーオーディション』に合格（応募総数7256名、最終合格者26名）。同年10月9日『Visit Zooキャンペーン応援プロジェクト AKB48 東京秋祭り supported by NTTぷらら』（於：葛西臨海公園）にてNMB48第1期研究生26名の1人として初お披露目。
2011年2月12日、NMB48劇場初出演。同年3月10日、1期生16名によりチームNが結成されたが、メンバーには選ばれなかった。
2011年9月20日、日本武道館にて開催された『AKB48 24thシングル選抜じゃんけん大会』で9位に入賞し、AKB48のシングル「上からマリコ」（同年12月7日発売）の選抜メンバーとなる。
2012年1月26日、吉本興業東京本部においてチームMの発足が発表され、研究生からチームMメンバーに昇格。同1st Stage「アイドルの夜明け」公演中の同年10月9日に劇場出演100回目を達成するも、10月17日に足のけがを訴え、それ以降の劇場公演を休演。10月29日より安静とリハビリの為に一時休養したが、12月13日に卒業が発表され、12月22日をもってNMB48としての活動を終了した。
NMB卒業から4年後の2016年10月13日に個人ブログを開設。2017年4月、イリア・モデルエージェンシーの所属となり、ソロでのタレント活動を本格化。2018年1月19日、初のソロイメージDVD「あやめスタイル」を発売。
2019年5月29日、ミスヤングチャンピオン2019オ－ディションで決勝進出。同年7月にミスヤングチャンピオン2019グランプリに選ばれた。
2023年11月8日、自身のX（旧ツイッター）を通じて、同年内をもって芸能界を引退することを報告した。

## 人物
- キャッチフレーズは「にゃんだーらんどのお姫様」[18]。
- 愛称は「あやにゃん」[1]だが、一部メンバーからは「あやめん」（木下春奈[19]、小谷里歩[20]、沖田彩華[21]）「めんちゃん」（沖田彩華[22]）と呼ばれていた。
- 趣味はネイルアート、ダーツ、フラフープ。好きな色はピンク[23]。
- トランペットが得意だが、「アイドルの夜明け」公演ではテナートロンボーンを演奏したことがある。
- 兄が1人いる[24]。
- 憧れのAKB48メンバーは柏木由紀。一部ファンからは「浪速のゆきりん」[25]と呼ばれるほどだった[注 1]。
- チームMの同僚だった山岸奈津美と仲が良く[23]、舞台やイベントでも共演したりする[28][29][30]。

## NMB48・AKB48での参加曲

### シングル選抜曲
NMB48名義
- 「絶滅黒髪少女」に収録
  - 三日月の背中
- 「オーマイガー!」に収録
  - 僕は待ってる
  - 捕食者たちよ - 紅組名義
- 「純情U-19」に収録
  - 場当たりGO!  - アンダーガールズ名義
  - 右へ曲がれ! - 紅組名義
- 「ナギイチ」に収録
  - 理不尽ボール - アンダーガールズ名義
  - 僕がもう少し大胆なら - 紅組名義
- 「ヴァージニティー」に収録
  - 砂浜でピストル - 難波鉄砲隊其之壱名義
- 「北川謙二」に収録
  - 恋愛被害届け - 紅組名義

AKB48名義
- 上からマリコ
- 「ギンガムチェック」に収録
  - あの日の風鈴 - ウェイティングガールズ名義

### 劇場公演ユニット曲
1期生「誰かのために」公演
- ライダー（福本愛菜のアンダー）

チームM 1st Stage「アイドルの夜明け」公演
- 口移しのチョコレート

## 作品

### 映像作品
- あやめスタイル（2018年1月19日、竹書房）[14][25]
- 美曲線（2018年8月31日、エスデジタル）
- あやめの季節（2019年8月22日、ギルド）
- Iris（2023年1月27日、竹書房）
- 憧れのひと（2023年6月28日、スパイスビジュアル）[31]

## 出演

### 舞台
- アリスインプロジェクト
  - アリスインデッドリースクール ビヨンド・OSAKA[28]（2017年7月26日 - 30日、大阪・インディペンデントシアター2nd） - 主演 墨尾優 役
  - 暁!!三國学園 オルタナティブ[32]（2017年11月29日 - 12月3日、大阪・インディペンデントシアター2nd） - 董卓瑞貴 役[33]
  - アリスインデッドリースクール 楽園・大阪[34]（2019年2月27日 - 3月3日、インディペンデントシアター2nd） - 辻井水貴 役
- 劇団TEAM-ODAC
  - 毎日が冒険〜ねぇ…miss you〜[35]（2017年8月9日 - 13日、紀伊國屋サザンシアター TAKASHIMAYA） - 遠山夢花 役[36]
- 劇団ドリームプリンセス
  - 女人劇 贋作 春のめざめ[29][注 2]（2017年10月19日 - 22日、築地本願寺ブディストホール） - イルゼ 役

### イベント
冠イベント
- にゃんだーらんどへようこそ♡〜4年ぶりに復活⁉DDも大歓迎‼‼でも今日はあやだけを見て♡♡〜（2016年11月6日、心斎橋AtlantiQs）[12]
- にゃんだーらんどへようこそ♡〜クリスマスパーティー〜（2016年12月17日、長堀橋WAXX）[37]

その他
- 太田里織菜（愛乙女☆DOLL）バースデーライブ2016（2017年1月7日、東京キネマ倶楽部）
藤田留奈と共にゲスト出演し「ハート型ウイルス」「タンポポの決心」「北川謙二」を歌唱[38]。
- NO FEAR FESTIVAL 2017（2017年8月27日、台湾・台中文心森林公園円満戸外劇場）
竹内美宥、片山陽加、野中美郷、山岸奈津美と共演し「ナギイチ」「フライングゲット」「ヘビーローテーション」等を歌唱[30]。
- 愛乙女☆DOLL 太田里織菜バースデーライブ2017（2018年1月7日、新宿BLAZE）
島田玲奈と共にゲスト出演し「愛しきナターシャ」「タンポポの決心」を歌唱。「タンポポ - 」ではかつてAKB48に所属していた愛迫みゆ、佐野友里子も参加した[39]。

### 広告
- 六甲山スノーパーク「ヤッホー!ロッコー編」（2017年）[40]